# RAD750
RAD750 — радіаційно-стійкий одноплатний комп'ютер, вироблений компанією BAE Systems Electronics, Intelligence & Support. Наступник RAD6000, RAD750, призначений для використання в умовах високого радіаційного навантаження, що спостерігається на борту супутників та космічних апаратів. RAD750 був випущений у 2001 році, а перші пристрої були запущені в космос у 2005 році.

## Технології
Процесор має 10,4 мільйона транзисторів, що на порядок більше, ніж у RAD6000 (у якого їх було 1,1 мільйона). Він виготовляється з використанням фотолітографії 250 або 150 нм та має площу кристала 130 мм². Він має тактову частоту ядра від 110 до 200 МГц і має продуктивність 266 MIPS або більше. Процесор може включати розширений кеш L2 для покращення продуктивності. Процесор може витримувати поглинену дозу опромінення від 2000 до 10 000 грей (від 200 000 до 1 000 000 радів), температури між −55 ° C та 125 °C, і споживає 5 ват потужності. Стандартна одноплатна система RAD750 (процесор і материнська плата ) витримує 1000 греїв (100 000 рад), температури між −55 °C та 70 °C, і споживає 10 ват.
Система RAD750 має ціну, порівнянну з ціною RAD6000, остання з яких станом на 2002 рік коштувала 200 000 доларів США (еквівалент $349,639 у 2024 році ). Однак вимоги та обсяги замовлення клієнтів суттєво впливають на кінцеву вартість одиниці продукції.[джерело?]
RAD750 оснований на PowerPC 750. Його корпус та логічні функції повністю сумісні з сімейством PowerPC 7xx.
Термін RAD750 є зареєстрованою торговою маркою BAE Systems Information and Electronic Systems Integration Inc.

## Розгортання
У 2010 році повідомлялося, що в різних космічних апаратах використовувалося понад 150 RAD750. Серед помітних прикладів, у порядку дати запуску, є:
- Космічний апарат для вивчення комет Deep Impact, був запущений у січні 2005 року. –  першим використав комп'ютер RAD750.[2]
- XSS 11, малий експериментальний супутник, запущений 11 квітня 2005 року.[2]
- Mars Reconnaissance Orbiter, запущений 12 серпня 2005 року.[2]
- Пакет інструментів SECCHI (Sun Earth Connection Coronal and Heliospheric Investigation) [7] на кожному космічному апараті STEREO, запущеному 15 жовтня 2006 року.
- Супутник WorldView-1, запущений 18 вересня 2007 року, має два RAD750.[6]
- Космічний гамма-телескоп Фермі, раніше GLAST, був запущений 11 червня 2008 року.
- Космічний телескоп «Кеплер», запущений у березні 2009 року.[2]
- Lunar Reconnaissance Orbiter, запущений 18 червня 2009 року.
- Інфрачервоний дослідницький зонд широкого поля зору (WISE), запущений 14 грудня 2009 року.
- Обсерваторія сонячної динаміки, запущена 11 лютого 2010 року.
- Космічний апарат «Юнона», запущений 5 серпня 2011 року.[8]
- Марсохід Curiosity, запущений 26 листопада 2011 року.[9]
- Зонди Ван Аллена, запущені 30 серпня 2012 року.[10]
- InSight, запущено 5 травня 2018 року.
- Марсохід «Персеверанс», запущений 30 липня 2020 року.[11]
- Космічний телескоп Джеймса Вебба, запущений 25 грудня 2021 року, використовує один RAD750 з тактовою частотою 118 МГц.[12]
- Глобальна обсерваторія вимірювання опадів